# Juan Pablo Ramírez Velasquez
Juan Pablo Ramírez Velásquez (El Carmen de Viboral, Antioquia, Colombia; 23 de noviembre de 1997) es un futbolista colombiano que juega de mediocampista, actualmente juega en el Anorthosis Famagusta de la Primera División de Chipre.

## Selección nacional
Es convocado por la Selección Colombiana sub-20 para disputar el Campeonato Sudamericano Sub-20 en Ecuador.

### Participaciones en juveniles
| Competición                            | Sede    | Resultado  | Partidos | Goles |
| -------------------------------------- | ------- | ---------- | -------- | ----- |
| Campeonato Sudamericano Sub-20 de 2017 | Ecuador | Eliminados | 5        | 0     |

## Estadísticas
| Club                            | Div.          | Temporada     | Liga  | Liga  | Copas | Copas | Internacional | Internacional | Total | Total |
| Club                            | Div.          | Temporada     | Part. | Goles | Part. | Goles | Part.         | Goles         | Part. | Goles |
| ------------------------------- | ------------- | ------------- | ----- | ----- | ----- | ----- | ------------- | ------------- | ----- | ----- |
| Itagüí Leones · Colombia        | 2.a           | 2014          | 4     | 0     | 7     | 0     | -             | -             | 11    | 0     |
| Itagüí Leones · Colombia        | Total club    | Total club    | 4     | 0     | 7     | 0     | 0             | 0             | 11    | 0     |
| Atlético Nacional · Colombia    | 1.a           | 2016          | 10    | 2     | 0     | 0     | 0             | 0             | 10    | 2     |
| Atlético Nacional · Colombia    | 1.a           | 2017          | 3     | 0     | 0     | 0     | 1             | 0             | 4     | 0     |
| Atlético Nacional · Colombia    | Total club    | Total club    | 13    | 2     | 0     | 0     | 1             | 0             | 14    | 2     |
| Deportivo Pasto · Colombia      | 1.a           | 2017          | 10    | 1     | 1     | 0     | -             | -             | 11    | 1     |
| Deportivo Pasto · Colombia      | Total club    | Total club    | 10    | 1     | 1     | 0     | 0             | 0             | 11    | 1     |
| Itagüí Leones · Colombia        | 1.a           | 2018          | 9     | 1     | 1     | 0     | -             | -             | 10    | 1     |
| Itagüí Leones · Colombia        | Total club    | Total club    | 9     | 1     | 1     | 0     | 0             | 0             | 10    | 1     |
| Atlético Nacional · Colombia    | 1.a           | 2018          | 12    | 0     | 1     | 1     | -             | -             | 13    | 1     |
| Atlético Nacional · Colombia    | 1.a           | 2019          | 23    | 2     | 0     | 0     | 5             | 0             | 28    | 2     |
| Atlético Nacional · Colombia    | Total club    | Total club    | 35    | 2     | 1     | 1     | 5             | 0             | 41    | 3     |
| Atlético Bucaramanga · Colombia | 1.a           | 2020          | 1     | 0     | 0     | 0     | -             | -             | 1     | 0     |
| Atlético Bucaramanga · Colombia | Total club    | Total club    | 1     | 0     | 0     | 0     | 0             | 0             | 1     | 0     |
| Bahia · Brasil                  | 1.a           | 2020          | 9     | 3     | 0     | 0     | 2             | 0             | 11    | 3     |
| Bahia · Brasil                  | 1.a           | 2021          | 4     | 0     | 0     | 0     | 0             | 0             | 4     | 0     |
| Bahia · Brasil                  | Total club    | Total club    | 13    | 3     | 0     | 0     | 2             | 0             | 15    | 3     |
| América Mineiro · Brasil        | 1.a           | 2022          | 15    | 2     | 2     | 1     | 8             | 0             | 25    | 3     |
| América Mineiro · Brasil        | Total club    | Total club    | 15    | 2     | 2     | 1     | 8             | 0             | 25    | 3     |
| Total carrera                   | Total carrera | Total carrera | 100   | 11    | 12    | 2     | 16            | 0             | 128   | 13    |

## Palmarés

### Títulos nacionales
| Título                       | Club                | País     | Año  |
| ---------------------------- | ------------------- | -------- | ---- |
| Juegos Deportivos Nacionales | Selección Antioquia | Colombia | 2015 |
| Torneo Finalización          | Atlético Nacional   | Colombia | 2015 |
| Superliga de Colombia        | Atlético Nacional   | Colombia | 2016 |
| Copa Colombia                | Atlético Nacional   | Colombia | 2016 |
| Torneo Apertura              | Atlético Nacional   | Colombia | 2017 |
| Copa Colombia                | Atlético Nacional   | Colombia | 2018 |

### Torneos internacionales
| Título              | Club              | País     | Año  |
| ------------------- | ----------------- | -------- | ---- |
| Copa Libertadores   | Atlético Nacional | Colombia | 2016 |
| Recopa Sudamericana | Atlético Nacional | Colombia | 2017 |